# 17 Tauri
Désignations
Électre (Electra), ou 17 Tauri dans la désignation de Flamsteed, est une étoile de l'amas des Pléiades, situé dans la constellation du Taureau. Les étoiles les plus visibles de ce groupe sont nommées comme les Sept Sœurs, dans la mythologie grecque : Astérope, Mérope, Électre, Maïa, Taygète, Célaéno et Alcyone avec leurs parents, Atlas et Pléioné.
Le nom d'Électre (Electra en anglais) a été officialisé par l'Union astronomique internationale le 21 août 2016.
Cette étoile a une magnitude apparente de +3,72, ce qui en fait la troisième étoile la plus lumineuse du groupe. Électre est une étoile de type spectral B6III. Elle est l'une des quatre étoiles des Pléiades qui est classée comme géante, et qui commence à devenir une géante rouge à cause du fait que les réserves d'hydrogène de son noyau sont épuisées.
Située près de l'écliptique, Électre est de temps en temps occultée par d'autres planètes du système solaire. Cela s'est produit pour la dernière fois le 9 mai 1841, par Vénus. Elle est aussi régulièrement occultée par la Lune.